# Budov
Budov (německy Buda) je malá vesnice, část obce Verušičky v okrese Karlovy Vary v Karlovarském kraji. Nachází se asi 1,5 kilometru západně od Verušiček. Prochází tudy železniční trať Protivec–Bochov. Budov je také název katastrálního území o rozloze 1,57 km².

## Historie
První písemná zmínka o vesnici pochází z roku 1390. Pocházel odsud šlechtický rod Budovců z Budova. 
V roce 1825 zde František Lang založil manufakturu na výrobu kameniny a později také porcelánu (stolní nádobí, svícny, vázy, figurální plastiky), kterou po něm převzal syn Antonín Lang. Podnik fungoval až do roku 1880. V letech 1914–1944 ve vsi provozovala malou porcelánku firma Spitzl. Vyráběly se v ní hrnky a tzv. turecké šálky.

## Obyvatelstvo
Při sčítání lidu v roce 1921 zde žilo 154 obyvatel (z toho 71 mužů), z nichž bylo 149 Němců a pět cizinců. Kromě pěti evangelíků a dvou židů byli římskými katolíky. Podle sčítání lidu z roku 1930 měla vesnice 169 obyvatel německé národnosti, kteří se kromě tří židů hlásili k římskokatolické církvi.
|                                                                    | 1869 | 1880 | 1890 | 1900 | 1910 | 1921 | 1930 | 1950 | 1961 | 1970 | 1980 | 1991 | 2001 | 2011 | 2021 |
| ------------------------------------------------------------------ | ---- | ---- | ---- | ---- | ---- | ---- | ---- | ---- | ---- | ---- | ---- | ---- | ---- | ---- | ---- |
| Obyvatelé                                                          | 235  | 194  | 163  | 149  | 192  | 154  | 169  | 23   | 60   | 38   | 33   | 22   | 26   | 32   | 22   |
| Domy                                                               | 28   | 32   | 33   | 29   | 28   | 31   | 32   | 13   | —    | 10   | 8    | 8    | 9    | 10   | 12   |
| Počet domů z roku 1961 je zahrnut v domech místní části Verušičky. |      |      |      |      |      |      |      |      |      |      |      |      |      |      |      |

## Obecní správa
Při sčítání lidu v letech 1869–1930 Budov byl samostatnou obcí v okrese Žlutice. V roce 1950 byl osadou obce Vahaneč v okrese Toužim. Od roku 1960 je částí obce Verušičky v okrese Karlovy Vary.

## Pamětihodnosti
Ve východní části vesnice se nachází torzo hospodářského dvora a budovského zámku. Na západním okraji dvora stojí kaple Panny Marie z první poloviny devatenáctého století. Má obdélný půdorys s trojbokým zakončením. Fasády jsou členěné půlkruhově zakončenými okny a obdélným vchodem. Průčelí je zdůrazněné trojúhelníkovým štítem. Nad valbovou střechu vybíhá drobná zvonice.

## Galerie

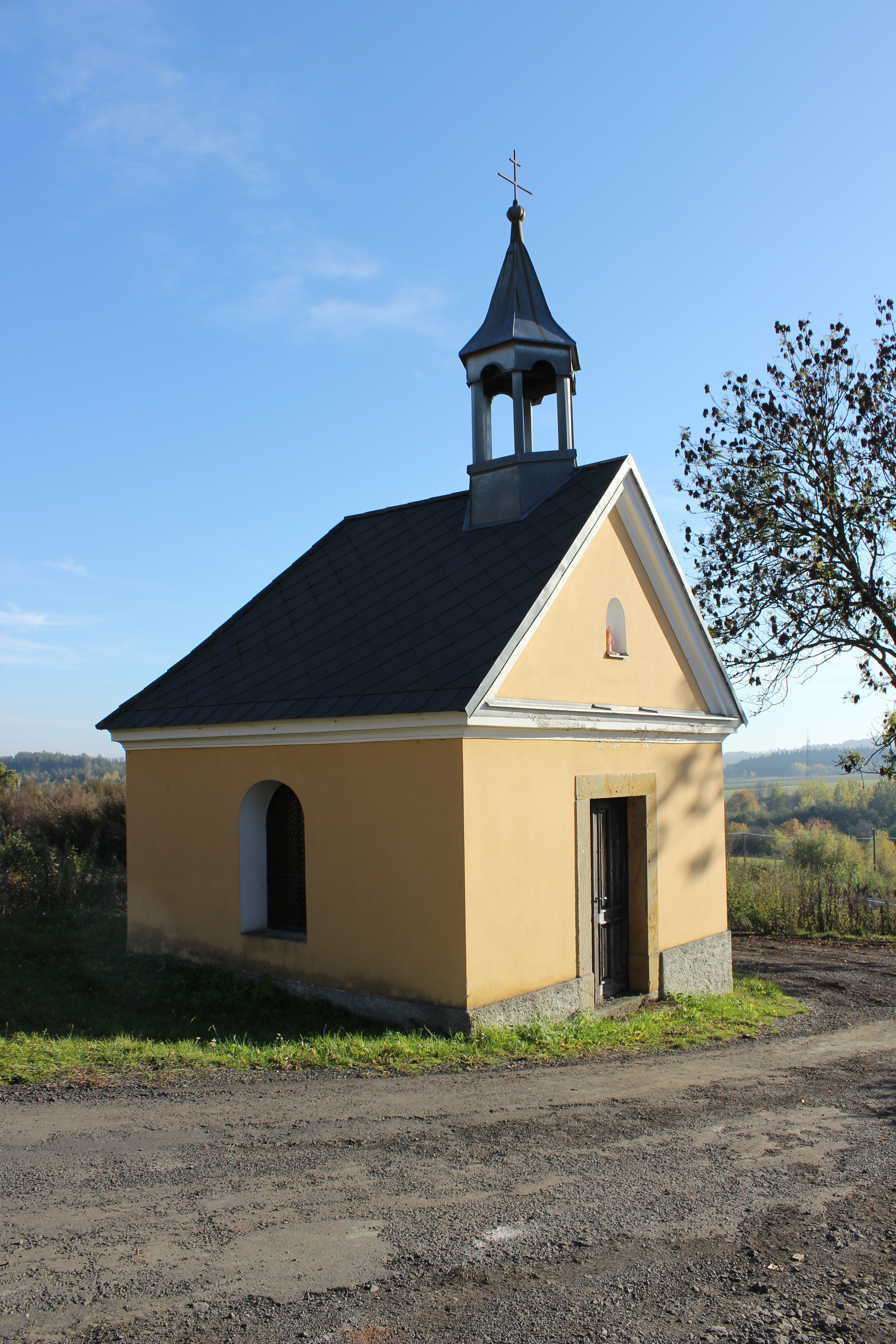
Kaplička
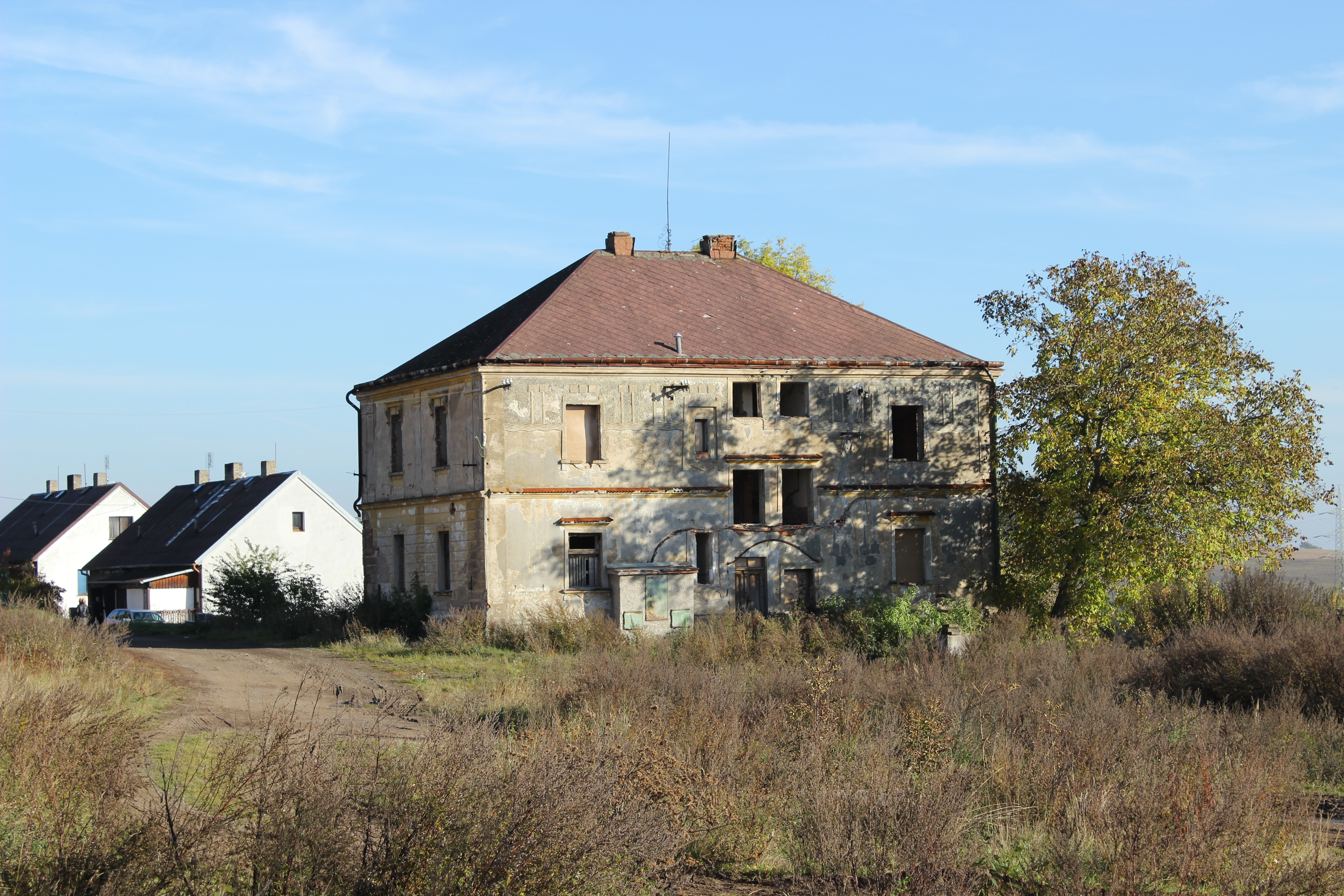
Zámek
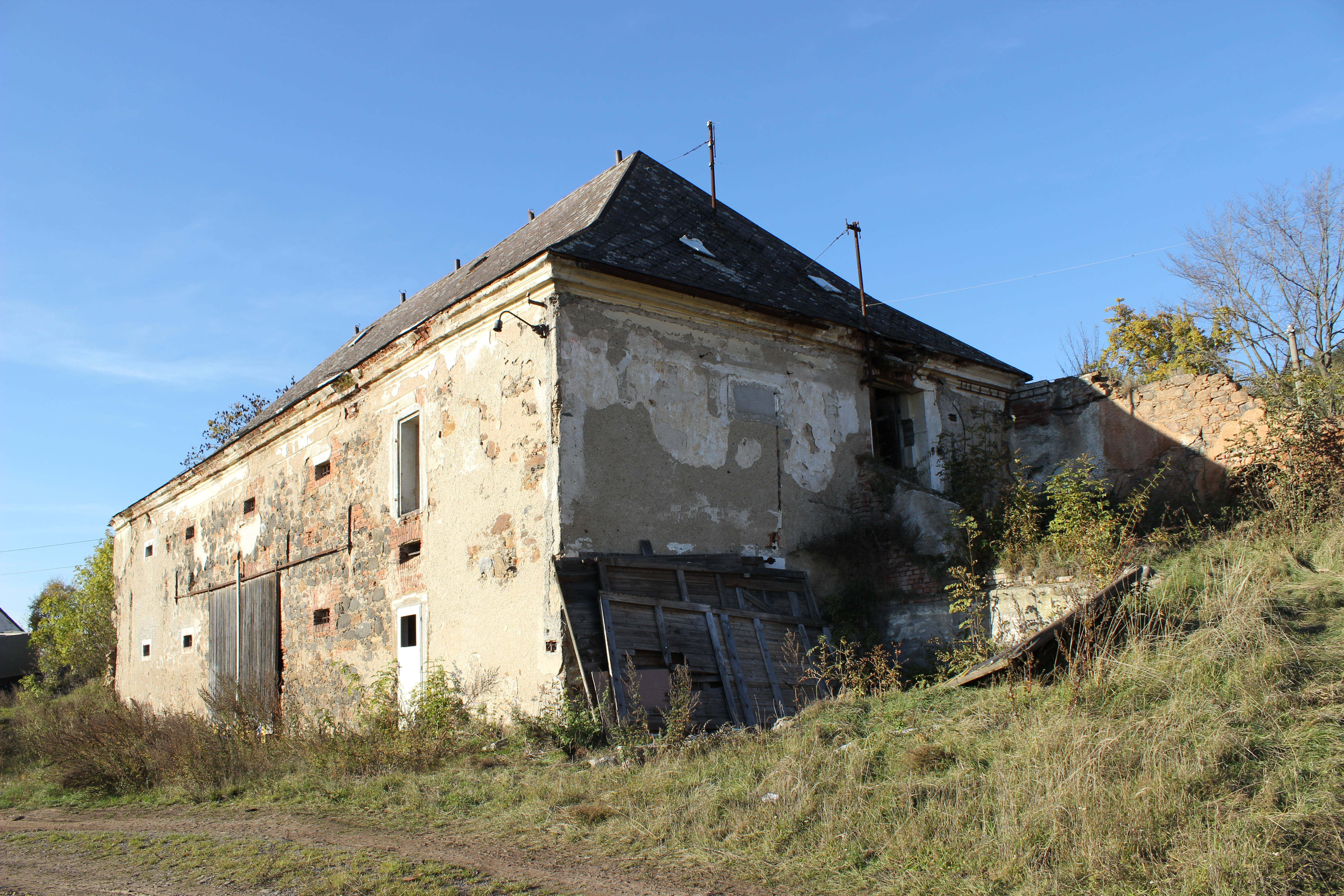
Hospodářská budova